# Wilhelm Haarmann (Politiker)

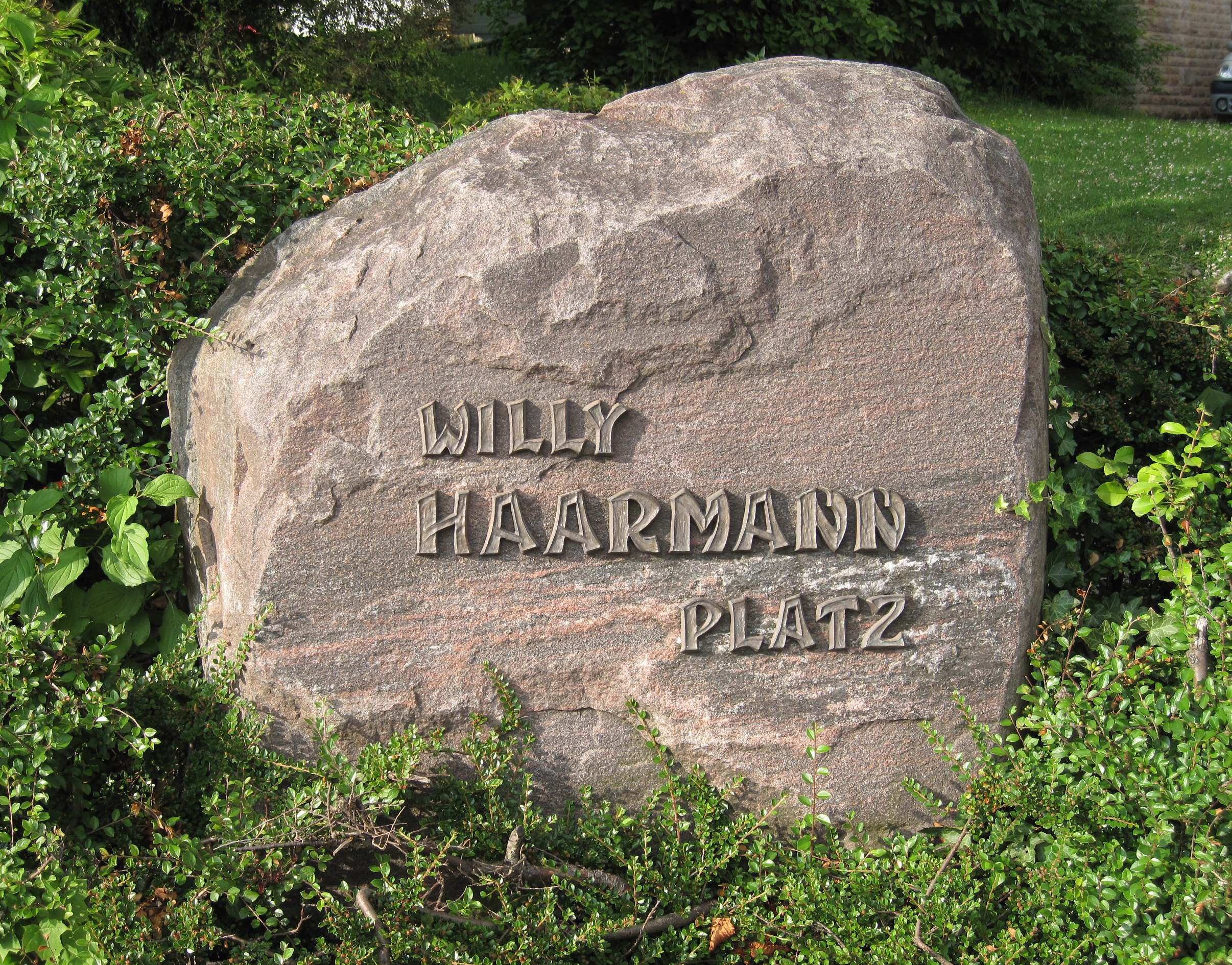
Gedenkstein in Iserlohn-Stübbeken

Wilhelm Haarmann (* 9. Januar 1912 in Letmathe, heute Stadtteil Iserlohns; † 13. Juli 1990 in Iserlohn) war ein deutscher Kommunalpolitiker und ehrenamtlicher Landrat des ehemaligen Kreises Iserlohn (CDU).

## Leben und Beruf
Nach dem Schulbesuch absolvierte er eine kaufmännische Ausbildung und war als selbständiger Kaufmann tätig.
Er war verheiratet und hatte vier Kinder.

## Abgeordneter
Dem Kreistag des ehemaligen Kreises Iserlohn gehörte er von 1956 bis zur Gebietsreform am 31. Dezember 1974 an. Mitglied des Kreistages des Märkischen Kreises war er von 1975 bis 1989.
Von 1964 bis 1969 und von 1975 bis 1979 war er Mitglied der Landschaftsversammlung des Landschaftsverbandes Westfalen-Lippe.

## Öffentliche Ämter
Haarmann war vom 28. November 1969 bis zum 31. Dezember 1974 Landrat des Kreises Iserlohn. 16 Jahre lang war er bis 1974 Bürgermeister der ehemaligen Stadt Letmathe.
Haarmann war in verschiedenen Gremien des Landkreistages NRW tätig.

## Sonstiges
1969 wurde Haarmann das Bundesverdienstkreuz am Bande verliehen. Außerdem erhielt er u. a. den Ehrenring des Landkreises Iserlohn, den Ehrenbecher des Märkischen Kreises und das Ehrenzeichen der ehemaligen Stadt Letmathe. In Iserlohn-Stübbeken wurde der Willy-Haarmann-Platz nach ihm benannt.
Neben seiner selbständigen Tätigkeit als Kaufmann war Haarmann plattdeutscher Autor. Er schuf zahlreiche niederdeutsche Gedichte, Erzählungen und Langspielplatten.